# Onze-Lieve-Vrouwekapel (Vaux-sous-Chèvremont)

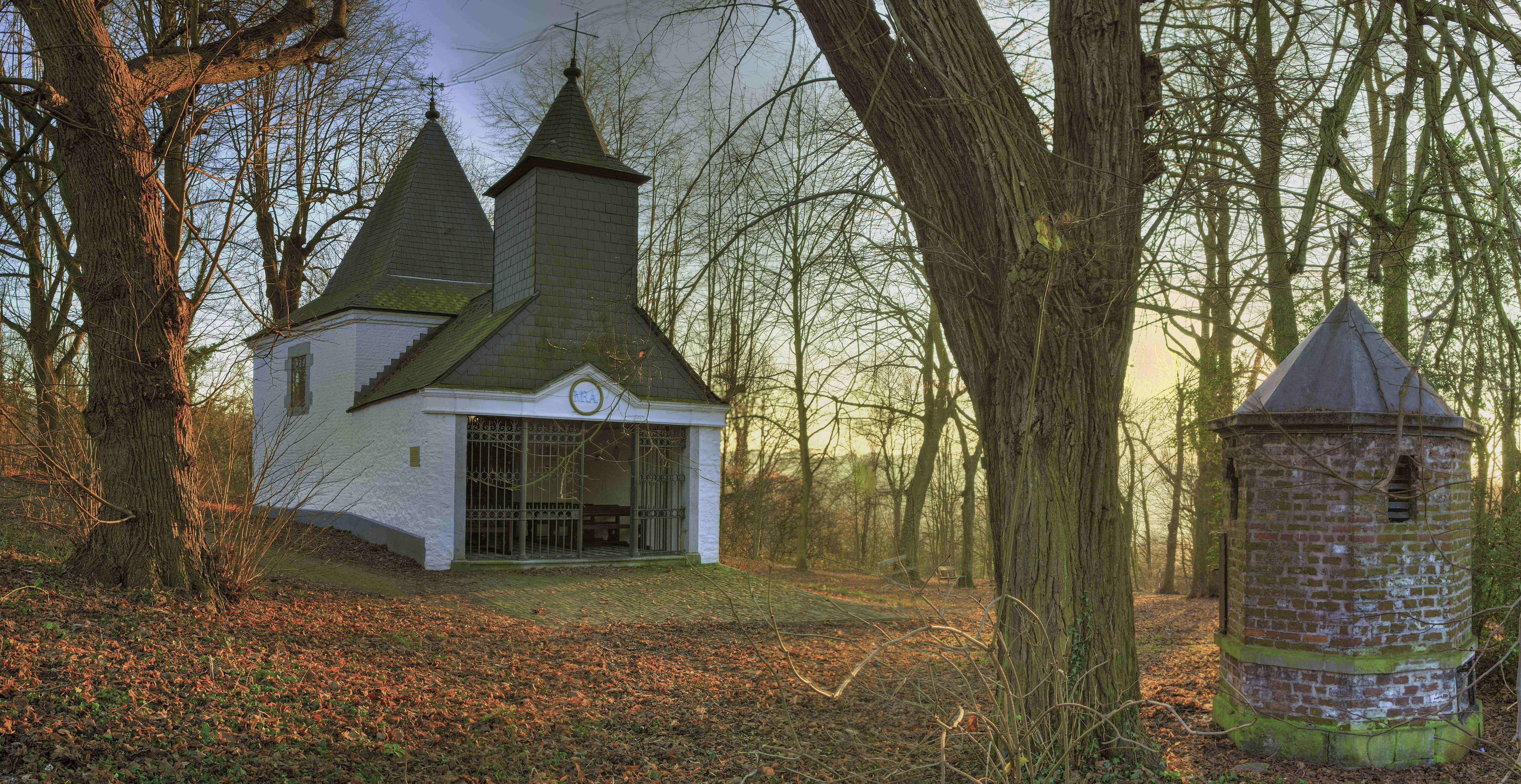
Onze-Lieve-Vrouwekapel

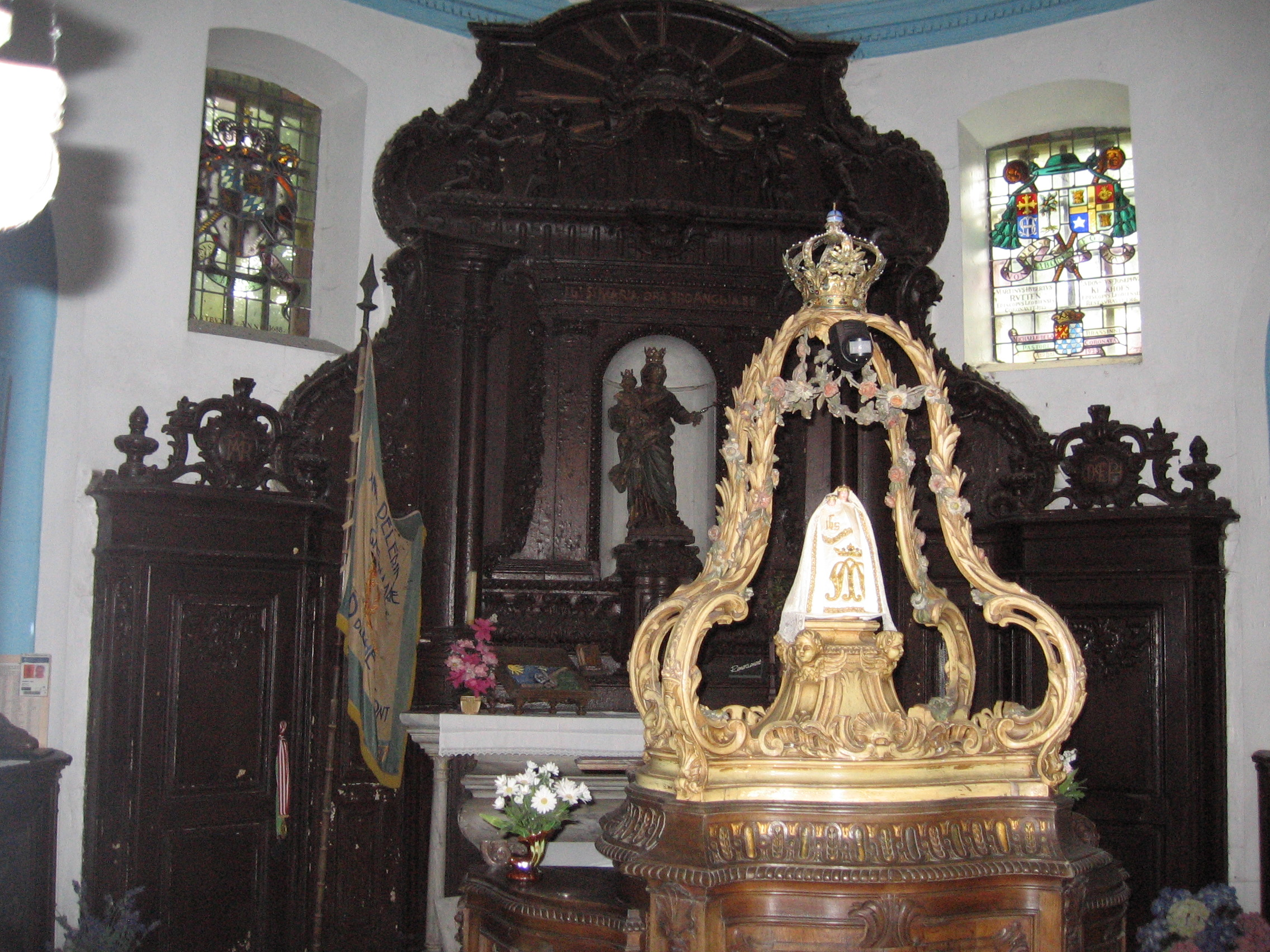
Hoofdaltaar en Mariabeeld

De Onze-Lieve-Vrouwekapel (Frans: Chapelle Notre-Dame de Chèvremont of Chapelle des jésuites anglais de Chèvremont) is een historische kapel in de tot de Belgische gemeente Chaudfontaine behorende plaats Vaux-sous-Chèvremont, nabij de Rue du Chèvremont en de Onze-Lieve-Vrouwebasiliek.
De kapel ligt nabij de basiliek, op de heuvel van Chèvremont.

## Geschiedenis
De jezuïeten werden in 1613 uit Engeland verdreven en kwamen naar Luik, waar ze in 1616 een college stichtten. In 1678 bouwden ze een verblijf op Chèvremont waar de leerlingen zich konden ontspannen. Die ontspanning bestond in het herbouwen van de kapel, waar al eeuwenlang een Mariadevotie plaatsvond. De kapel kwam in 1688 gereed. Boven het Mariabeeld kwam het opschrift: Sancta Maria Ora pro Anglia (Heilige Maria bidt voor Engeland). Er werd een weg aangelegd met zeven kapelletjes, die de Zeven Smarten van Maria uitbeeldden, welke van het dal van de Vesder tot aan de kapel op de heuvel voerde.
Einde 18e eeuw trokken de Jezuïeten zich terug, vanwege de Luikse Revolutie. Sindsdien werd de kapel niet meer door een priester bediend, maar de pelgrims bleven toestromen, reden waarom in 1874 werd besloten om de Onze-Lieve-Vrouwebasiliek te bouwen.
Na de Tweede Wereldoorlog nam de Mariadevotie in Chèvremont sterk af en werd het in de omgeving liggende Banneux het belangrijkste Mariabedevaartsoord.